# 超えろ。
「超えろ。」（こえろ）は、槇原敬之の46枚目のシングル。2015年5月27日にBuppuレーベルから発売された。

## 解説

### 超えろ。
フジテレビ系列（FNN・FNS）の準キー局・関西テレビ放送（カンテレ・KTV）の社歌、平日夕方の帯情報番組『みんなのニュース ワンダー』の主題歌。 書き下ろし作品。
ミュージック・ビデオにはチャンカワイ（Wエンジン）が出演。撮影時は内容の面から、かなりハードな状況下であった。ウェディングドレス姿の花嫁役の女性は、チャンカワイの妻である。
楽曲タイトルにシングルでは「どんなときも。」以来の句点がついているとメディアで報じられており槇原は「それ以上もそれ以下もなく、言い訳がないという意味で、マルを付けた特別な曲」と述べている。
桑田佳祐（サザンオールスターズ）はこの曲を絶賛しており、自身のラジオ番組『桑田佳祐のやさしい夜遊び』（TOKYO FM）内の企画「桑田佳祐が選ぶ2015年邦楽シングルBEST20」で1位にしている。
社歌使用の取り止め
しかし、2020年2月13日に槇原が覚醒剤取締法（所持）違反と医薬品医療機器法（旧薬事法）違反の疑いで警視庁に逮捕されたことを受け、関西テレビ放送は、同日夜、「放送に使用するのは適切ではない」として、社歌、各番組のPRスポットでの使用を取り止めることを発表した。

### 5 minutes
NHK BSプレミアム「プレミアムよるドラマ」枠『ボクの妻と結婚してください。』の主題歌。
曲中に登場する「Ain't No Mountain High Enough」とはマーヴィン・ゲイとタミー・テレルの楽曲である「エイント・ノー・マウンテン・ハイ・イナフ」のことである。

## 収録曲
作詞・作曲・編曲：槇原敬之
1. 超えろ。
2. 5 minutes
3. 超えろ。（Backing Track）
4. 5 minutes（Backing Track）